# Condado de Vernon (Wisconsin)
El condado de Vernon es un condado del estado de Wisconsin, Estados Unidos. Tiene una población estimada, a mediados de 2023, de 31 170 habitantes.
La sede del condado es Viroqua.

## Geografía
Según la Oficina del Censo, tiene una superficie total de 2110 km², de los cuales 2050 km² corresponden a tierra firme y 60 km² están cubiertos de agua.

### Condados adyacentes
- Condado de La Crosse (norte)
- Condado de Monroe (norte)
- Condado de Juneau (noreste)
- Condado de Sauk (este)
- Condado de Richland (sureste)
- Condado de Crawford (sur)
- Condado de Allamakee, Iowa (suroeste)
- Condado de Houston, Minnesota (oeste)

## Demografía

### Evolución demográfica
| 1930   | 1970   | 1980   | 1990   | 2000   | 2010   | 2020   | 2023   |
| ------ | ------ | ------ | ------ | ------ | ------ | ------ | ------ |
| 28 537 | 24 557 | 25 348 | 25 617 | 28 056 | 29 773 | 30 714 | 31 170 |

### Censo de 2020
Según el censo de 2020, en ese momento el condado tenía una población de 30 714 habitantes. La densidad de población era de 15 hab./km². Había 13 813 unidades habitacionales, lo que implicaba una densidad de 7/km². El 95.45% de los habitantes eran blancos, el 0.41% eran afroamericanos, el 0.16% eran amerindios, el 0.31% eran asiáticos, el 0.03% eran isleños del Pacífico, el 0.75% de otras razas y el 2.88% eran de una mezcla de razas. Del total de la población, el 1.51% eran hispanos o latinos de cualquier raza.

## Localidades

### Ciudades
- Hillsboro
- Viroqua
- Westby

### Villas
- Chaseburg
- Coon Valley
- De Soto (en parte)
- Genoa
- La Farge
- Ontario
- Readstown
- Stoddard
- Viola (en su mayor parte en el condado de Richland)

## Municipios (subdivisiones administrativas)
- Bergen
- Christiana
- Clinton
- Coon
- Forest
- Franklin
- Genoa
- Greenwood
- Hamburg
- Harmony
- Hillsboro
- Jefferson
- Kickapoo
- Liberty
- Stark
- Sterling
- Union
- Viroqua
- Webster
- Wheatland
- Whitestown